# 4년 세임

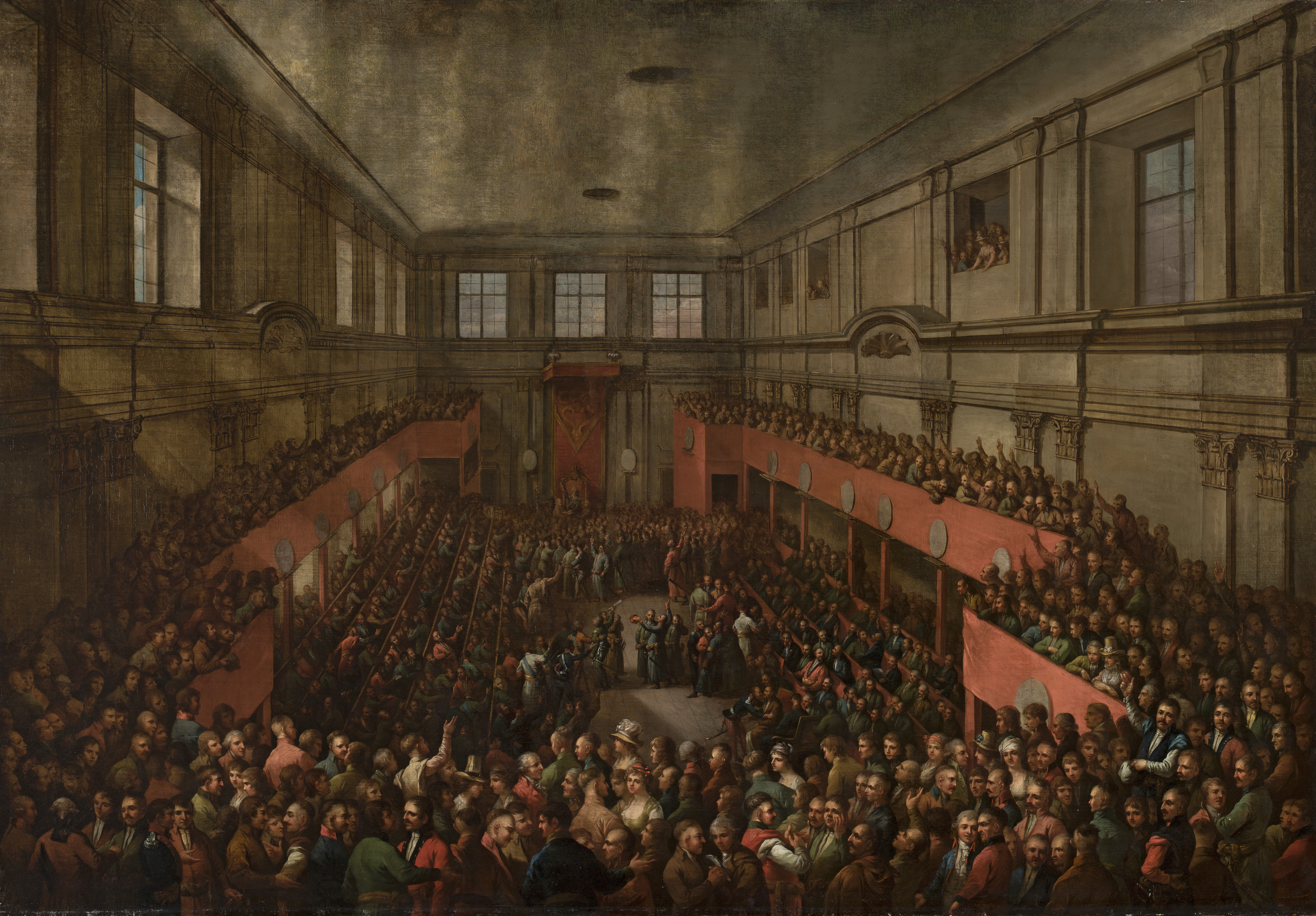
바르샤바 왕성에서 5월 3일 헌법을 채택한 4년 세임

4년 세임(폴란드어: Sejm Czteroletni 리투아니아어: Ketverių metų seimas) 또는 대(大)세임(폴란드어: Sejm Wielki 리투아니아어: Didysis seimas)는 1788년부터 1792년까지 바르샤바에서 개최된 폴란드-리투아니아 공화국의 세임(전국 의회)이다. 개최 목적은 사실상 러시아 제국의 지배하에 있던 공화국의 주권을 되찾음과 동시에 정치와 경제 개혁을 대폭 단행하는 것이었다.
4년 세임의 최대 성과는 1791년 제정된 5월 3일 헌법이다. 이는 유럽 최초이자 전 세계에서는 미국 헌법에 이은 두 번째 근대 성문 헌법이다. 4년 세임에서 논의되어 5월 3일 헌법으로 결실을 맺은 내용의 요점은 우선 사회적으로는 그동안 황금의 자유라 칭하며 거대한 특권을 갖고 국가 기구를 붕괴시켜 온 마그나트(대귀족)의 권력을 깎아내리고 도시민과 슐라흐타(귀족)의 정치적 평등을 약속하는 것, 그리고 혹독한 착취를 당해 온 농민을 정부의 보호 아래 두고 농노제를 해체하는 것이었다.정치적인 면에서는 자유거부권을 부정한 것이 중요하다. 세임에서 한 명이라도 반대하는 자가 나오면 법안이 통과되지 못하게 하는 이 제도는 국가 개혁을 저해할 뿐만 아니라 여러 나라가 의원을 매수함으로써 쉽게 내정을 간섭할 수 있다는 문제가 있었다. 4년 세임과 5월 3일 헌법은 반동주의적 마그나트로 인한 사실상의 무정부 상태를 타개하여 보다 민주적이고 평등한 입헌 군주국을 세우려는 시도였다.
그러나 그 후 개혁에 반대하는 마그나트는 타르고비차 연맹을 결성하였고  1792년 러시아와 함께 국왕 스타니스와프 2세 아우구스트와 개혁파를 물리쳤다(폴란드-러시아 전쟁). 다음 해인 1793년 열린 흐로드나 세임은 완전히 러시아의 지배하에 놓였고 5월 3일 헌법 파기와 제2차 폴란드 분할이 결정되었다.

## 배경

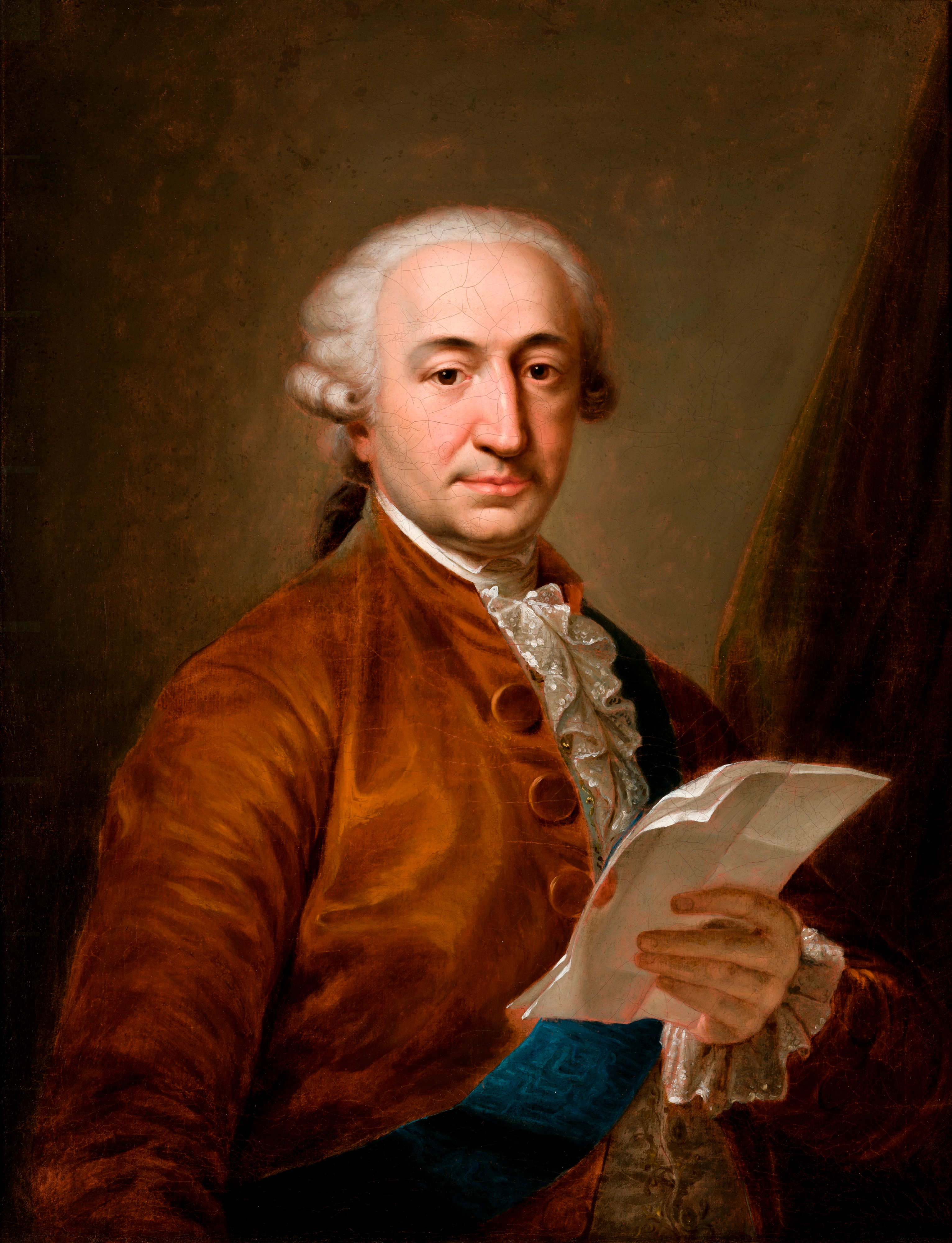
4년 세임 의장 스타니스와프 마와호프스키

폴란드-리투아니아 공화국의 입지가 악화되면서 국내에서는 개혁의 기운이 날로 높아지고 있었다. 불과 한 세기 전만 해도 이 나라는 유럽의 열강이자 최대 국가였다. 그러나 18세기까지 공화국의 정치기구는 정지해 버렸다. 정부가 사실상 붕괴된 이 상황은 '폴란드 무정부 상태'로 불리며 국왕 정부의 존재는 유명무실해졌고 각 지방은 세이믹(지방의회)과 마그나트가 각각 독자적으로 관리하는 상태가 되었다. 이런 상황에 빠진 이유로 많은 역사가들이 꼽는 것은 특유의 의회 제도인 자유거부권(리베룸 베토)이다. 이 권리 때문에 1652년 이후에는 세임에게 제출된 법안이 거의 통과하지 못하게 되었다. 18세기 초 폴란드와 리투아니아는 지방의 마그나트가 마음대로 자치를 하는 국가가 되어 있었다. 이들은 자신의 특권을 약화시킬 수 있는 모든 법률의 제정을 방해하고 '황금의 자유'를 구가했다. 국왕 자유 선거에서 선출되는 국왕은 무력했고 주변국들도 이번 기회에 공화국을 약화시키기만을 원했다.
최후의 폴란드 왕이 되는 스타니스와프 2세 아우구스트 치세(1764년-95년)에는 폴란드에 계몽사상이 유입되고 꽃피웠다. 1772년 러시아, 프로이센, 합스부르크 제국에 의한 제1차 폴란드 분할이 일어나자 충격을 받은 폴란드 내 진보파들은 공화국 개혁을 단행하지 않으면 멸망 밖에 없다고 생각하게 되었다. 이 때 30여 년간 세임을 통해 진보파 사이에서 헌법개혁의 기운이 높아졌다. 제1차 분할이 일어나기 전에도 바르 동맹의 미하우 비엘호르스키가 프랑스 필로조프인 가브리엘 보노 드 마블리와 장자크 루소 등에게 편지를 보내 폴란드의 새 헌법 제정에 관한 조언을 구했다. 마블리는 1770년부터 1771년까지 폴란드 정부와 법에 관한 견해를 Du gouvernement et des lois de la Pologne로 정리했고 루소도 1772년 『폴란드 통치론』(Considérations sur le gouvernement de Pologne)을 썼는데 이때 이미 폴란드 분할은 시작되고 있었다. 폴란드-리투아니아 국내에서는 귀족학원 창설자 스타니스와프 코날스키, 폴란드는 아직 죽지 않았다(현재 폴란드 국가) 작곡자 유제프 비비츠키, 폴란드 계몽주의를 이끈 휴고 콜룬타이, 스타니스와프 스타시치를 비롯한 많은 인물들이 개혁의 필요성과 방안을 논의했다.

## 세임의 진행

### 1789–90년

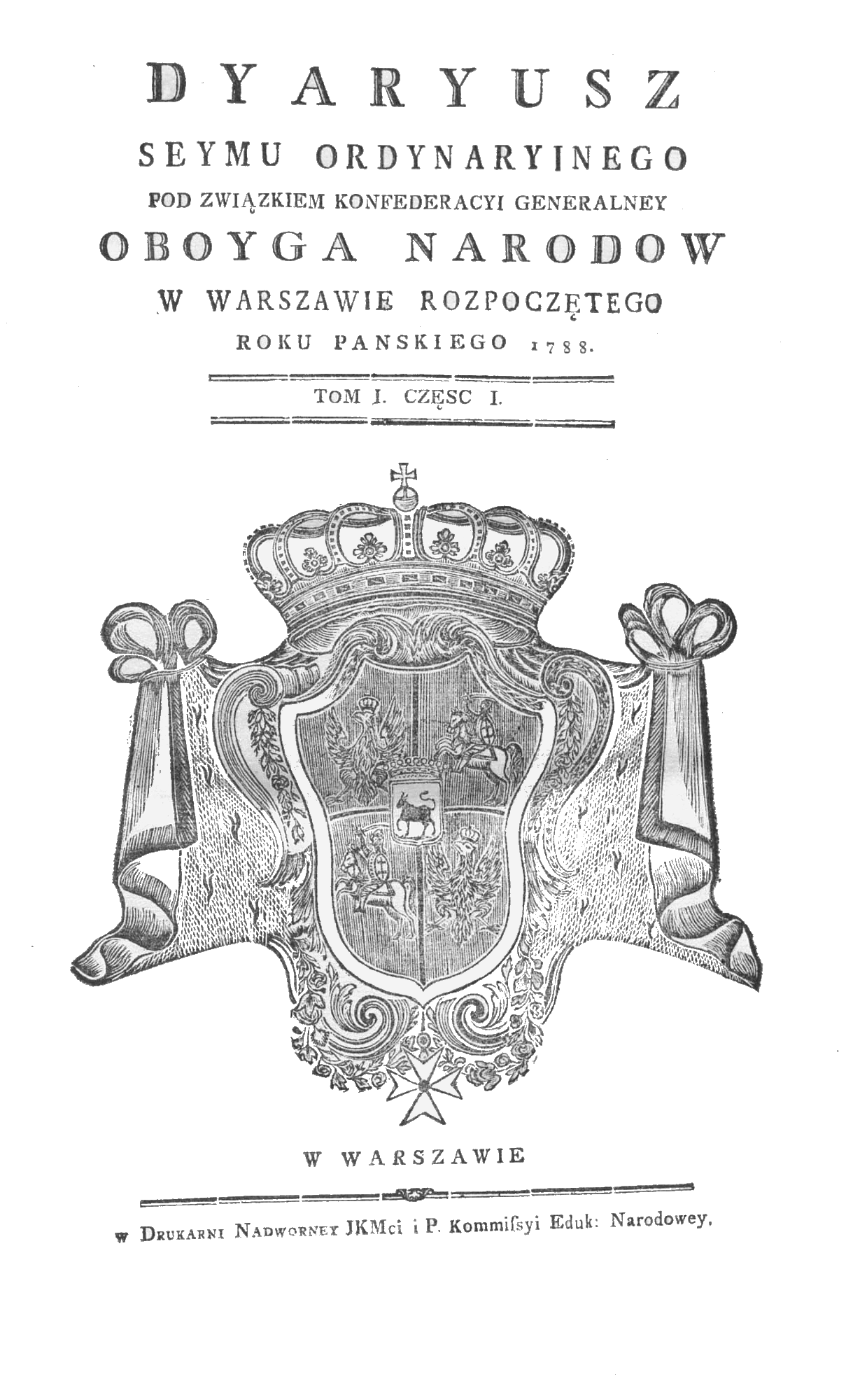
4년 세임의 의회일지

개혁의 기운이 고조되는 가운데 1788년 10월 6일 181명의 의원이 모여 4년 세임이 시작되었다. 또한 1790년에는 새로이 171명이 선출되어 5월 3일 헌법 전문에 명시된 대로 의원수가 거의 '2배'가 되었다. 세임은 이틀 만에 국가가 아닌 연맹 주최 형태를 취하는 연맹 세임으로 이행했다. 이는 자유거부권 발동으로 세임이 죽을 위험을 미연에 방지하기 위해서였다. 세임의 의장(마르샤르)에는 대부분 파벌의 지지를 받던 스타니스와프 마와호프스키가 선출되었다.
폴란드 개혁파에게 위협으로 여겨졌던 러시아 제국의 예카테리나 2세도 이 4년 세임을 승인했다. 당시 러시아는 오스만 제국과 제2차 러시아-튀르크 전쟁을 벌이고 있었으며 예카테리나 2세로서는 폴란드의 개혁을 어느 정도 성공시켜 대(對)오스만 전쟁에 지원을 얻고 싶었던 것이다.
폴란드 내 개혁파는 애국파를 결성했다. 이들은 일부 마그나트와 에스코라피오스 수도회에서 급진적인 계몽주의적 가톨릭에 이르기까지 폴란드-리투아니아의 모든 계층에서 지지를 받았다. 이그나치 포토츠키, 스타니스와프 코스트카 포토츠키, 아담 카지미에시 차르토리스키 같은 애국파 우파는 프로이센과의 동맹을 주장하며 스타니스와프 2세와 대립했다. 반면 중도파 스타니스와프 마와호프스키는 국왕과의 협조를 지향했다. 폴란드 자코뱅파라고도 불리는 가장 좌익의 휴고 콜룬타이 등은 바르샤바 시민의 지지를 구했다. 스타니스와프 2세는 처음의 몇 가지 개혁에 대해서 찬성했지만 이그나치 포토츠키 등 반(反)국왕적 공화주의자에 대한 저항감이 강해 애국파와는 손을 잡으려 하지 않았다.
정세는 모두 애국파의 뜻대로 돌아가고 있는 것처럼 보였다. 당시 막강한 이웃인 러시아와 오스트리아는 각각 오스만 제국과 전쟁 중이었다(제2차 러시아-튀르크 전쟁, 제8차 오스트리아-튀르크 전쟁). 게다가 러시아는 스웨덴과의 전쟁(제1차 러시아-스웨덴 전쟁)도 있었기 때문에 폴란드 정세에 개입할 여유가 없었다. 당초 스타니스와프 2세와 일부 개혁파는 오스트리아-러시아 동맹에 폴란드도 참여해 대(對)오스만전에 참전함으로써 폴란드의 입지를 강화하고 러시아를 개혁의 배후로 삼으려 했다. 그러나 러시아 정부 내의 분쟁으로 인해 이 계획은 좌절됐다. 이어 폴란드는 러시아의 적인 영국, 프로이센, 네덜란드의 3국 동맹, 그 중에서도 특히 프로이센과 손잡을 생각을 했다. 이는 특히 애국파 내의 우파인 이그나치 포토츠키와 아담 카지미에시 차르토리스키 등이 강하게 추진하던 방안이었다. 1790년 폴란드-프로이센 동맹이 성립하면서 폴란드는 러시아에 대항하기 위한 강력한 뒷받침을 획득한 것처럼 보였다.스타니스와프 2세는 그동안 거리를 두고 있던 애국파에 접근해 개혁을 한층 더 진전시키고자 했다. 1790년 의원 추가 선거에서는 보수색의 왕당파가 포토츠키 등 혁신 세력을 웃도는 의석을 획득하여 애국파에 타협을 강요했다. 스키피오네 피아톨리의 중개로 포토츠키와 스타니스와프 2세는 보다 입헌왕정적인 개혁을 하기로 합의하고 헌법 초안 작성에 착수했다.
결국 4년 세임 전반의 2년 간은 큰 개혁이 실시되지 않았다. 후반 2년 동안에야 극적인 대변혁이 일어나게 된다.

### 1791–92년

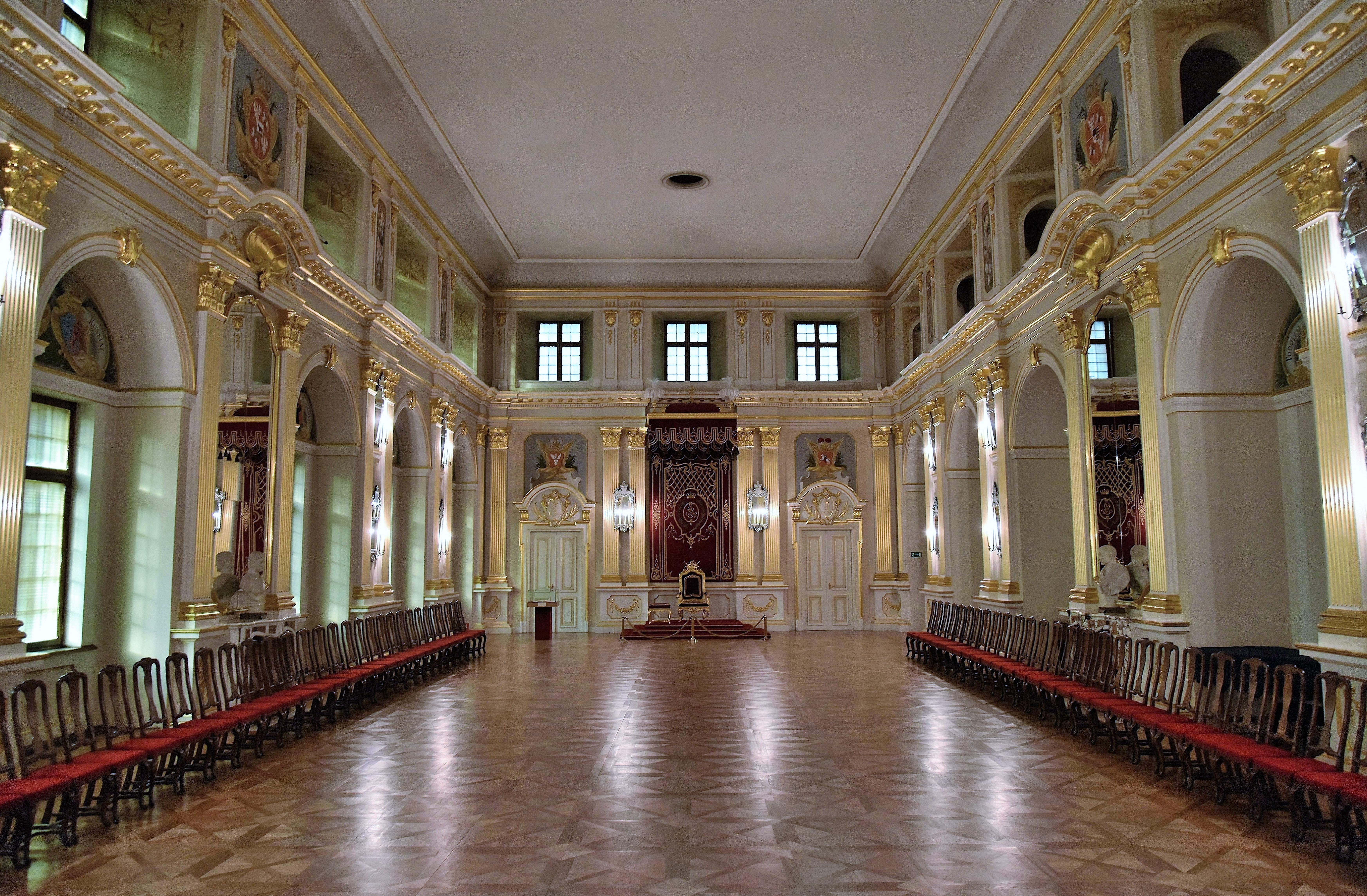
바르샤바 왕궁의 상원(원로원) 회의장. 이곳에서 5월 3일 헌법이 채택되었다.

1790년 가을 추가 선거로 선출된 의원들이 4년 세임에 합류하였다. 새 세임 의장에는 카지미에시 네스토르 사피에하가 선출되었다. 마와호프스키가 혁신보다 낫다고 생각했던 반면 사피에하는 보수보다 낫다고 여겨졌다. 다만 세임 후기에 그는 개혁파로 돌아서게 된다. 의원 수가 두 배로 늘어나 자리에 앉지 못하는 의원도 생겼다. 더욱이 심의를 방청하려고 몰린 다수의 군중으로 인해 회의장은 번번이 가득 찼다.
세임 의원들은 귀족이나 성직자들의 대표였지만, 개혁파 의원들은 부르주아지의 지원도 받았다. 이들 도시민은 1789년 가을 바르샤바에서 흑의 행렬(Czarna procesja)이라고 불리는 시위 행진을 벌이며 정치적 권리를 공개적으로 요구했었다. 같은 시기에 진행되고 있는 프랑스 혁명과 폴란드의 현 상황을 겹쳐 놓은 세임 의원들은 이 평화적인 항의 활동이 폭력적 혁명으로 바뀔 것을 우려하여 1791년 4월 18일 도시의 지위를 정하고 부르주아지에게 권리를 부여하는 자유왕국도시법을 제정하였다. 이에 앞서 3월 24일에는 투표권을 인정한 세이믹법이 제정됐으며 이들은 최종적으로 5월 3일 헌법의 요소로 결실을 맺게 된다.
새 헌법은 스타니스와프 2세와 이그나치 포토츠키, 휴고 콜룬타이 등의 밑에서 초안이 짜여졌다. 대략적인 방향성은 스타니스와프 2세가 정했고 최종 마무리는 콜룬타이가 맡았다. 스타니스와프 2세의 목적은 잉글랜드처럼 강력한 왕실 권위를 바탕으로 한 강력한 중앙정부를 중심으로 하여 입헌군주제를 실현하는 것이었다. 한편 포토츠키는 의회(세임)를 국가체제의 최고 권력기관으로 만들려고 했고 '온건한 혁명'에 뜻을 두었던 콜룬타이는 아직도 귀족에게 종속되어 있는 사람들을 폭력 없이 해방시킬 방안을 모색하고 있었다.
세임 내의 보수파는 헤트만파 등을 형성해 개혁파에 맞섰다. 무력 압력을 받은 개혁파들은 당초 5월 5일로 예정됐던 헌법 채택일을 이틀 앞당겼다. 5월 3일은 지방에서 부활절을 축하하는 보수파 의원들이 아직 세임으로 돌아오지 않기 때문이다. 이 유사 쿠데타를 성공시키기 위해 채택일이 5월 3일로 잡혔다는 사실은 보수파 의원들에게 알려지지 않았지만, 개혁파 의원들은 비밀리에 일찌감치 세임 회의장인 바르샤바 왕궁에 모였다. 러시아 지지자들이 침입해 의사진행을 어지럽히는 일이 없도록 바르샤바 왕궁 주변은 근위병으로 방비를 단단히 했다. 5월 3일 원래 의원 수의 절반 정도, 왕과 상원의원을 포함하면 3분의 1(전체 484명)에 불과한 182명이 참석해 새 헌법을 채택했다. 5월 3일 헌법은 찬성이 압도적 다수로 채택되어 왕궁 밖에 모인 열광적인 군중들의 환영을 받았다.
5월 3일 헌법 성립 후에도 4년 새임은 헌법을 뒷받침하기 위한 입법을 계속했다. 특히 중요한 것은 5월 5일에 성립하고 이틀 전의 정부법을 확인한Deklaracja Stanów Zgromadzonych (Declaration of the Assembled Estates)와 10월 22일에 성립한 폴란드-리투아니아 공화국 내에서의 폴란드 왕관령과 리투아니아 대공국의 합동 및 독자성, 그리고 단일 정부 내에서의 양자 평등을 보장한 Zaręczenie Wzajemne Obojga Narodów (양국 상호보증법)이다. 이 법들은 공화국의 연방국가적 성격을 유지하면서 폴란드와 리투아니아의 결합을 더욱 심화시켰다.
1792년 5월 러시아가 리투아니아 침공을 시작했다(폴란드-러시아 전쟁). 이에 따라 5월 29일 4년 세임은 스타니스와프 2세에게 총사령관 권한을 부여한 뒤 투표로 폐회를 결정했다.

## 이후
4년 새임 폐회 후 개혁파는 지금까지 실현된 개혁을 지키고 더욱 진전시키기 위해 폴란드 최초의 정당이라고도 불리는 헌법의 벗 모임을 결성했다. 도시 지역에서는 새 헌법이 열광적으로 받아들여졌지만, 헤트만파가 힘을 가진 지방에서는 그다지 반향이 없었다. 반개혁파는 상트페테르부르크로 가서 타르고비차 연맹을 결성하고 러시아의 예카테리나 2세에 의지하여 함께 폴란드를 침공했다. 압도적인 전력차 앞에 폴란드는 러시아에 항복했고 1793년 11월 23일 흐로드나 세임은 5월 3일 헌법을 포함한 4년 세임의 모든 성과를 파기했다.